# Lori Berd
Lori Berd là một đô thị thuộc tỉnh Lori, Armenia. Dân số ước tính năm 2011 là 377 người.